# Joseph Grimaud
Pour les articles homonymes, voir Grimaud.
Joseph Grimaud, né le 9 avril 1836 aux Costes (Hautes-Alpes) et mort le 20 juin 1914, est un homme politique français.

## Biographie
Propriétaire agriculteur, il est président de la société d'agriculture des Hautes-Alpes, maire de Saint-Bonnet et conseiller général. Il est député des Hautes-Alpes, siégeant sur les bancs de la Gauche modérée, de 1886 à 1889. Il est sénateur des Hautes-Alpes, inscrit au groupe de la Gauche démocratique, de 1896 à 1912.